# Швейниц, Ганс Лотар
Ганс Лотар фон Швейниц (нем. Hans Lothar von Schweinitz; 30 декабря 1822, Любен — 23 июля 1901, Кассель) — прусский и затем германский генерал от инфантерии и дипломат, посол в Вене и Санкт-Петербурге.

## Биография
Ганс Лотар фон Швейниц родился в Любене в семье крупного землевладельца, получил домашнее образование. В 14-летнем возрасте поступил в гимназию Святой Марии Магдалины в Бреслау.
В 1840 году был зачислен в 1-й гвардейский пехотный полк в Потсдаме, в 1854 году получил воинское звание 1-го лейтенанта. С 1857 года был личным советником наследного принца Фридриха Вильгельма Прусского.
В 1860 году получил звание майора и начал работать при генеральном штабе, практически сразу же будучи назначен военным атташе прусского посольства в Вене. В 1863 году вернулся в Пруссию. Участвовал в войне с Данией 1864 года.
В 1865 году стал адъютантом короля и был назначен военным атташе в Санкт-Петербурге, временно оставив свой пост из-за Австро-прусско-итальянской войны, в которой он участвовал. В декабре 1866 года получил звание полковника, а в 1869 году — генерал-майора, став одновременно À la suite короля.
В 1869 году был назначен послом Северогерманского союза при венском дворе; сохранил это звание и после создания Германской империи. В 1872 году получил звание генерал-лейтенанта и был награждён орденом Святого Стефана. На Венской конференции 1875 года он играл видную роль наравне с графом Андраши и князем Горчаковым. У императора Вильгельма I он был одним из наиболее доверенных лиц, как и у императора Александра II, и всегда выступал за союз Пруссии с Россией.
С 1876 по декабрь 1892 года, покинув Вену, состоял послом в Петербурге. 
В 1884 году произведён в генералы от инфантерии. В 1894 году вышел в отставку.
Ганс Лотар фон Швейниц умер 23 июня 1901 года в городе Касселе.

## Награды
Королевства Пруссия:
- Крест за выслугу лет[нем.]
- Орден Красного орла 4-го класса; мечи к ордену (1864)
- Королевский орден Дома Гогенцоллернов рыцарский крест с мечами (20 сентября 1866)[4]
- Орден Короны 2-го класса[5]
- Орден Красного орла 2-го класса со звездой, дубовыми листьями и мечами на кольце[5]
- Орден Красного орла 1-го класса с дубовыми листьями и мечами на кольце (5 ноября 1873)[6]
- Орден Короны 1-го класса с эмалированной лентой ордена Красного орла, с дубовыми листьями и мечами на кольце (11 марта 1876)[7]
- Орден Красного орла большой крест с дубовыми листьями и мечами на кольце (11 января 1879)[8]
- Орден Чёрного орла (1 января 1888); цепь ордена (1889)[9]
- Королевский орден Дома Гогенцоллернов большой командорский крест со звездой с мечами на кольце (5 декабря 1892)[10]

Российской империи:
- Орден Святого Станислава 1-й степени
- Орден Святой Анны 2-й степени с алмазами
- Орден Святого Владимира 3-й степени
- Орден Святой Анны 1-й степени
- Орден Белого орла
- Орден Святого Александра Невского с бриллиантами
- Орден Святого апостола Андрея Первозванного с бриллиантами

Прочие:
- Орден Гражданских заслуг Баварской короны большой крест (королевство Бавария)
- Орден Людвига большой крест (великое герцогство Гессен)
- Орден Вендской короны большой крест с короной в золоте (великие герцогства Мекленбург-Шверин и Мекленбург-Стрелиц)
- Орден Нидерландского льва рыцарский крест (королевство Нидерланды)
- Королевский венгерский орден Святого Стефана большой крест (Австро-Венгрия)
- Австрийский Императорский орден Леопольда рыцарский крест с воинскими украшениями (Австро-Венгрия)
- Австрийский Императорский орден Леопольда большой крест (Австро-Венгрия)
- Орден Железной короны 3-го класса (Австро-Венгрия)
- Орден Рутовой короны (королевство Саксония)
- Орден Саксен-Эрнестинского дома большой крест
- Орден Меджидие 3-й степени (Османская империя)
- Орден Вюртембергской короны большой крест (королевство Вюртемберг)

## Сочинения
- При дворе Александра II. Мемуары германского посла / Пер. и предисл. Н. А. Власова. — СПб.: Евразия, 2022. — 416 с.